# Amandla (novela)
Amandla (1980) es una novela de la escritora sudafricana Miriam Tlali. Es una ficción sobre hechos reales, la revuelta y masacre de Soweto de 1976, es decir, la revuelta en la cual, jóvenes de este municipio de Sudáfrica se levantaron contra la decisión de hacer obligatorio el afrikáans como medio de enseñanza en las escuelas negras.

## Contexto
Publicada en 1980 por la editorial sudafricana contra el apartheid, Ravan Press, Amandla fue la segunda novela en inglés escrita por una mujer negra en la Sudáfrica de segregación racial. "Amandla" fue prohibida tras su publicación.
Es una de las cuatro novelas consideradas "novelas de Soweto", obras de ficción que describen el levantamiento de junio de 1976. Las otras son "To Every Birth its Blood" (1981) de Mongane Serote, "A Ride on the Whirlwind" (1981) de Sipho Sepamla y "The Children of Soweto" (1982) de Mbulelo Mzamane.

## Trama
"Amandla" está escrita desde la perspectiva de varios jóvenes revolucionarios de la época. Basada en la experiencia de Tlali como residente en Soweto en 1976, la novela describe el levantamiento y sus consecuencias. La crítica ha destacado tres puntos sobre esta novela:
- El esbozo que hace del Movimiento de Conciencia Negra al servicio del activismo contra el apartheid.[5]
- Las relaciones de género entre hombres y mujeres activistas, y dentro de la comunidad en general.[5][6]
- La forma en que la novela integra otros discursos: diálogos, debates, discursos, panfletos, entrevistas (como en las otras novelas de Tlali: Mihloti y Soweto Stories), y las conversaciones que la autora tuvo con personas que acudieron a ella para contarle sus experiencias de la vida en los townships.[7]